# Ptychosperma elegans
Ptychosperma elegans es una especie de palma originaria de Queensland (Australia).

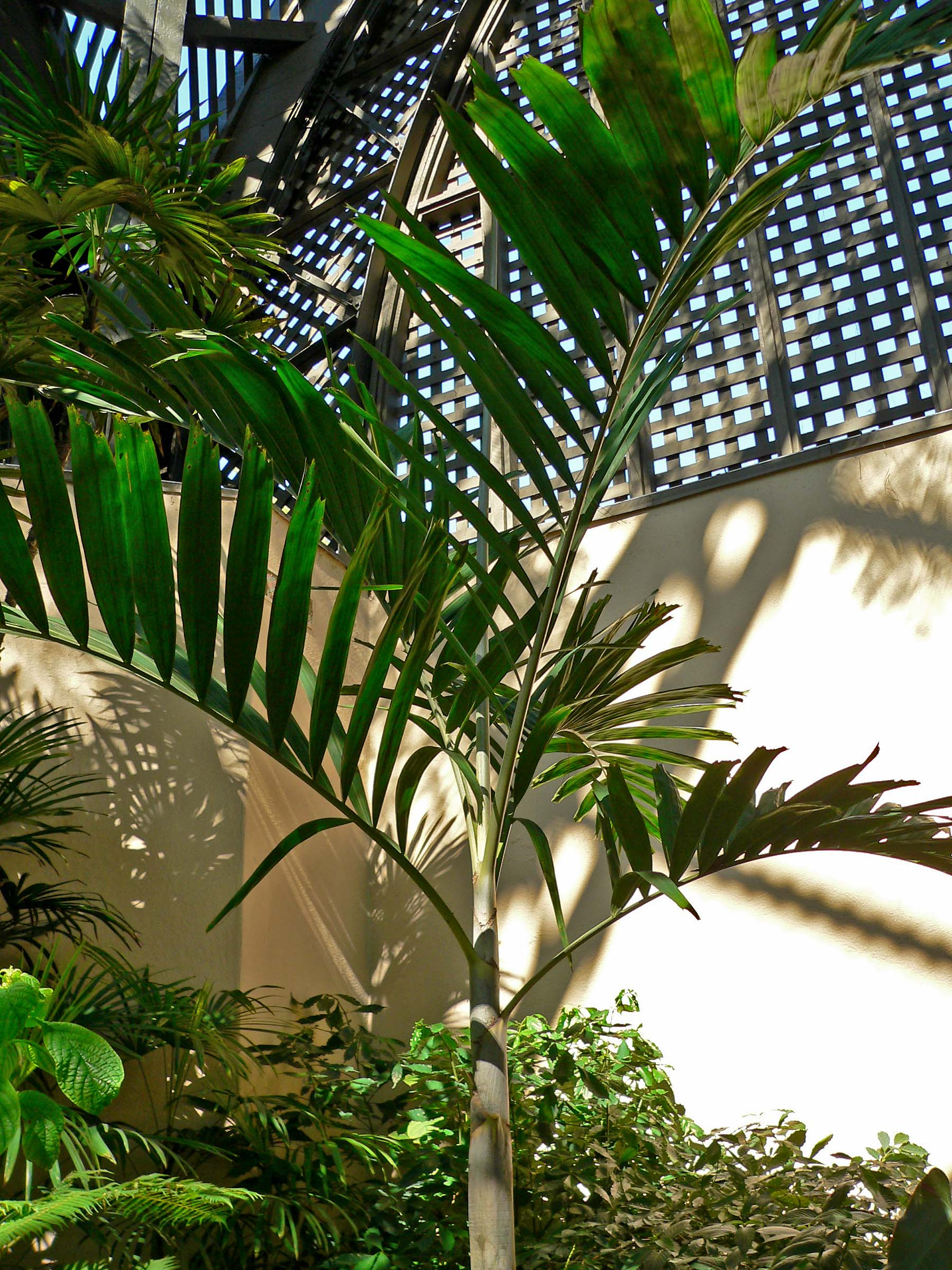
Vista de la planta

## Descripción
Es una palmera inerme con alturas de hasta 15 metros y tallo de 15 cm, es muy apreciada en el área ornamental, posee un capitel verde, hojas pinnadas, frutos rojos intensos que le dan un muy buen aspecto.
Es originaria de Papúa Nueva Guinea hasta el norte de Australia.

## Taxonomía
Ptychosperma elegans fue descrito por (R.Brown) Blume  y publicado en Rumphia 2: 118. 1843.
Etimología
Ptychosperma: nombre genérico que deriva de las palabras griegas: ptyx = "pliegue o hendidura" y sperma = "semilla", en referencia a la semilla ranurada.
elegans: epíteto latino que significa "elegante".
Sinonimia
- Actinophloeus capitis-yorki (H.Wendl. & Drude) Burret
- Archontophoenix elegans (R.Br.) F.M.Bailey
- Archontophoenix jardinei F.M.Bailey
- Archontophoenix veitchii H.Wendl. & Drude
- Pinanga smithii W.Hill
- Ptychosperma capitis-yorki H.Wendl. & Drude
- Ptychosperma elegans var. sphaerocarpum Becc.
- Ptychosperma jardinei (F.M.Bailey) F.M.Bailey
- Ptychosperma seaforthii Miq.
- Ptychosperma wendlandianum Burret
- Ptychosperma wendlandianum var. sphaerocarpum (Becc.) Burret
- Saguaster capitis-yorki (H.Wendl. & Drude) Kuntze
- Saguaster elegans (R.Br.) Kuntze
- Seaforthia elegans R.Br.[5][6]